# Yaacov Zilberman
Yaacov Zilberman est un joueur d'échecs soviétique puis israélien né le 26 mai 1954 à Akmolinsk au Kazakhstan en Union soviétique.

## Biographie et carrière
Yaacov Zilberman émigra en Israël en 1990. Il obtint le titre de maître des sports de l'URSS en 1981, de maître international en 1991 et celui de grand maître international en 1998.
Yaacov Zilberman représenta Israël lors de l'Olympiade d'échecs de 1992, marquant 2 points en quatre parties (+1 =2 –1) comme deuxième échiquier de réserve (c'est-à-dire comme remplaçant).
Il remporta les tournois de :
- Tel Aviv (tournoi B) en 1991 ;
- Ramat Ha-Sharon en 1992 et 1993 ;
- La Havane (mémorial Capablanca) en 1998, ex æquo avec Hübner et Morovic, devant Miles, Arrencibia et Bacrot[2] ;
- Jerusalem (Maccabiah) en 2005 ;
- Givatayim 2006.

Trois fois il a joué à la Coupe d'Europe des clubs d'échecs: 1992 avec Hapoel Tel-Aviv (semifinals), 1997 et 2001 avec Herzliya Chess Club.